# Ливерпул (Тексас)
Ливерпул (енгл. Liverpool) град је у америчкој савезној држави Тексас. По попису становништва из 2010. у њему је живело 482 становника.

## Демографија
Према попису становништва из 2010. у граду је живело 482 становника, што је 78 (19,3%) становника више него 2000. године.
| Група             | 2000.       | 2010.       |
| Белци             | 353 (87,4%) | 390 (80,9%) |
| Афроамериканци    | 3 (0,7%)    | 5 (1,0%)    |
| Азијати           | 1 (0,2%)    | 0 (0,0%)    |
| Хиспаноамериканци | 40 (9,9%)   | 84 (17,4%)  |
| Укупно            | 404         | 482         |